# Ana de Medina y Fernández de Córdoba
Ana de Medina y Fernández de Córdoba (Sevilla, 2 de maig de 1940 - Madrid, 7 de març de 2012) va ser una noble espanyola membre de la casa de Medinaceli, IX comtessa d'Ofalia i XIII marquesa de Navahermosa.
Filla Primogènita de la duquessa de Medinaceli Victoria Eugenia Fernández de Córdoba i del seu espòs Rafael de Medina y Vilallonga. A partir de l'any 2006 esdevingué l'hereva dels títols de la seva mare per la nova llei de successió nobiliària aplicada des del govern espanyol, que igualava a homes i dones.
Fou una gran amiga i confident de la reina Sofia de Grècia, esposa de Joan Carles I d'Espanya, fou probablement la primera amistat de la jove reina quan es casà i arribà amb a Espanya. Aquesta relació es traduiria també en una bona relació entre els fills d'ambdues. D'altra banda, quan Ana estava ja malalta, la reina estigué al corrent sempre de la malaltia, de fet, pocs dies abans de morir, la reina Sofia l'havia visitada a l'hospital en el que estava ingressada.
Era una gran amant dels animals, quelcom gestat durant la seva època d'estudiant al St. Mary's School de Shaftesbury i a Lausana.
Morí el 7 de març de 2012 víctima d'un càncer, sobrevivint-li la seva mare, per tant sense arribar a heretar els títols, llevat els de marquesa de Navahermosa i el de comtessa d'Ofalia, transmesos a ella el 1969. El seu fill heretà els seus drets a reclamar els principals títols de la família. Ana fou enterrada al panteó familiar, a la cripta de l'Hospital de Tavera de Toledo.

## Família
Es casà amb el príncep Maximiliano von Hohenlohe-Langenburg el 1961 a catedral de Sevilla, se'n divorcià el 1985. El príncep Maximiliano von Hohenlohe-Langenburg era fill del príncep alemany Maximilià von Hohenlohe-Langenburg i de la marquesa, d'origen mexicà, María de la Piedad Iturbe y Scholtz, marquesa de Belvís de las Navas. El matrimoni va tenir tres fills:
- Marco (1962-2016)
- Pablo (1963)
- Flavia (1964)

Poc després de divorciar-se, es casà en segones núpcies amb Jaime de Urzaiz y Fernández del Castillo a Madrid el 1985, enviudant el 2003 i sense tenir descendència d'ell.